# شچپانکووو (استان پودلاسکی)
شچپانکووو (به لهستانی:  Szczepankowo) یک روستا در لهستان است که در گمینا شنگادووو واقع شده‌است. شچپانکووو ۴۶۰ نفر جمعیت دارد.